# Flying Saucers
Flying Saucers sind eine Teddy-Boy-Band aus dem Vereinigten Königreich um den Frontmann Sandy Ford.

## Geschichte
Die Flying Saucers wurden 1972 vom Bassisten Pete Pritchard, Schlagzeuger Terry Earl, Gitarrist Chris Townsend und dem Gitarristen/Sänger Alan Jones gegründet. Der Name entstammt dem Titel Flyin' Saucers Rock and Roll von Billy Lee Riley. Jones und Townsend verließen die Gruppe bereits 1975 vor der ersten Tonträgerveröffentlichung und wurden durch den Gitarristen Nigel „Niggsy“ Owen und den Sänger Sandy Ford ersetzt. 
Durch das aufkommende Rockabilly-Revival erhielten die Flying Saucers einen Plattenvertrag bei der EMI und tourten durch Europa. In Deutschland wurden die Platten bei Bellaphon Records veröffentlicht.
Am 15. Mai 1976 spielten die Flying Saucers neben Crazy Cavan und den Hellraisers beim March to the BBC, auf dem die Jugendbewegung der Teddy Boys in London für mehr Rock-’n’-Roll-Musik in den Medien protestierte.
1977 traten die Flying Saucers mit dem Titel Keep on Coming in der deutschen Plattenküche auf. 1980 hatte die Gruppe neben Crazy Cavan, Freddie Fingers Lee, Matchbox und Ray Campi einen Auftritt in dem Musikdokumentationsfilm Blue Suede Shoes.
Nach einigen personellen Wechseln folgte 1982 schließlich die Auflösung der Band. Nach einem Auftritt als Hi–Tones in dem Film Buddy's Song neben Roger Daltrey und Chesney Hawkes mit Phil Lucy und Chris Graham als Bandmitglieder startete der ehemalige Frontmann Sandy Ford 1991 ein Comeback mit neuen Begleitmusikern. Bei Studioaufnahmen spielt er die Instrumente mittlerweile komplett selber, bei Konzerten lässt er sich von seiner Familie musikalisch begleiten. Auch wenn Ford den Gruppennamen nicht mehr offiziell nutzt, verwendet er ihn konsequent als Zusatz auf Plakaten und Tonträgern.

## Diskografie

### Alben
- 1976: Planet of the Drapes
- 1976: Rock ’n’ Roll Is Still A-Live! (Live mit Crazy Cavan & The Hellraisers)
- 1977: Rock ’n’ Roll Graffiti House
- 1978: Diana And Other Hits From 60-ties
- 1978: Keep On Comin’
- 1978: Some Like It Hot
- 1981: Flying Tonight
- 1982: Live at the Picketts Lock
- 1991: The Rawking Sandy Ford
- 1999: Up Above Our Heads
- 2016: Rock ’n’ Roll
- 2018: Out of the Blue

### Singles und EPs
- 1976: Keep On Comin’ / Shadow Walk
- 1976: Fabulous / Fish on My Line
- 1976: Keep On Coming / The South's Gonna Rise Again
- 1977: Oh Carol / I Need Your Love
- 1978: Texas Calls You Home / Pretty Baby
- 1978: Johnny B.Goode / Keep On Comin’
- 1979: The Ballad of Johnny Reb (EP)
- 1980: I'll Never Let You Down
- 1981: Teenage Boogie / Beer Bourbon and Wine
- 1981: Some Like It Hot / Bye Bye Baby
- 1982: Rock with Me Baby / Let's Rock
- 1986: Got That Magic - From the Heart Vol.1 (EP)
- 1995: Out of This World (EP)